# Gil Netter
Gil Netter (* vor 1991 in Bronxville, New York) ist ein US-amerikanischer Filmproduzent, der 2010 und 2013 für einen Oscar nominiert wurde.

## Leben
Das erste Mal als Filmproduzent trat Netter 1991 bei der Komödie mit Leslie Nielsen in Die nackte Kanone 2½ in Erscheinung. An dessen Fortsetzung, dem dritten Teil der Reihe, war er auch als Produzent beteiligt. Bei der Oscarverleihung 2010 erhielt er seine erste Oscar-Nominierung in der Kategorie Bester Film für den Film Blind Side – Die große Chance mit Sandra Bullock in einer der Hauptrollen. Für den Abenteuerfilm Life of Pi: Schiffbruch mit Tiger erhielt Netter bei der 85. Oscar-Verleihung seine zweite Nominierung in dieser Kategorie. Der Film wurde zudem mit einem AFI Award als Bester Film des Jahres ausgezeichnet.
Netter ist der Stiefonkel des Drehbuchautors Christian Forte und dessen Schwester Julie Forte, einer Storybordschreiberin, die die Kinder des Sängers und Schauspielers Fabiano Anthony Forte sind.

## Filmografie (Auswahl)
- 1991: Die nackte Kanone 2½ (The Naked Gun 2½: The Smell of Fear)
- 1994: Die nackte Kanone 33⅓ (Naked Gun 33⅓: The Final Insult)
- 1995: Dem Himmel so nah (A Walk in the Clouds)
- 1995: Der 1. Ritter (First Knight)
- 1996: High School High
- 1997: Die Hochzeit meines besten Freundes (My Best Friend’s Wedding)
- 2000: Ey Mann, wo is’ mein Auto? (Dude, Where’s My Car?)
- 2002: Nicht auflegen! (Phone Booth)
- 2006: Eragon – Das Vermächtnis der Drachenreiter (Eragon)
- 2008: Marley & Ich (Marley & Me)
- 2009: Gemeinsam stärker – Personal Effects (Personal Effects)
- 2009: Blind Side – Die große Chance (Blinde Side)
- 2011: Wasser für die Elefanten (Water for Elephants)
- 2012: Life of Pi: Schiffbruch mit Tiger (Life of Pi)
- 2015: The Sea of Trees
- 2017: Die Hütte – Ein Wochenende mit Gott (The Shack)
- 2017: Schloss aus Glas (The Glass Castle)
- 2019: Just Mercy
- 2021: Flora & Ulysses